# Епархия Оуэнсборо
Епархия Оуэнсборо (лат. Dioecesis Owensburgensis) — епархия Римско-Католической церкви с центром в городе Оуэнсборо, штат Кентукки, США. Епархия Оуэнсборо входит в митрополию Луисвилла. Кафедральным собором епархии Оуэнсборо является Собор святого Стефана.

## История
9 декабря 1937 года Римский папа Пий XI издал буллу «Universi catholici», которой учредил епархию Оуэнсборо, выделив её из архиепархии Луисвилла.

## Ординарии епархии
- епископ Фрэнсис Риджли Коттон[англ.] (16.12.1937 — 25.09.1960)
- епископ Генри Джозеф Синнекер[англ.] (10.03.1961 — 30.06.1982)
- епископ Джон Джеремайа Макрейт[англ.] (23.10.1982 — 05.01.2009)
- епископ Уильям Фрэнсис Медли[англ.] (с 15.12.2009)

## Источник
- Annuario Pontificio, Libreria Editrice Vaticana, Città del Vaticano, 2003, ISBN 88-209-7422-3
- Булла Universi catholici, AAS 30 (1938), стр. 256  (лат.)